# Failure (canción de Breaking Benjamin)
«Failure» —en español: «Fracaso»— Es una canción de la banda estadounidense de Metal alternativo Breaking Benjamin. La canción fue publicada el 23 de marzo de 2015 como el primer sencillo del quinto álbum de la banda, Dark Before Dawn. Este sencillo marca su primer lanzamiento después de un hiato desde el verano de 2010.

## Lanzamiento
El 12 de marzo de 2015, Breaking Benjamin publicó un clip de quince segundos sin nombrar el título de la canción en redes sociales.
El 20 de marzo de 2015, la banda anunció el nuevo sencillo que se llamaría "Failure" y sería publicado oficialmente el 23 de marzo de 2015. Un video con letras y el vídeo musical oficial de la canción fue lanzada a través de Vevo el 15 de mayo y 26 de junio respectivamente

## Posicionamiento en listas
| Listas (2015)                        | Mejor Posición |
| ------------------------------------ | -------------- |
| Estados Unidos (Alternative Airplay) | 28             |
| Estados Unidos (Billboard Hot 100)   | 80             |
| Estados Unidos (Digital Songs)       | 24             |

## Personal
- Benjamin Burnley: vocalista y Guitarra rítmica,
- Jasen Rauch: guitarra principal,
- Keith Wallen: guitarra rítmica, coros
- Aaron Bruch: bajo, coros
- Shaun Foist: Batería, percusión

"Failure"
- Escrita por Benjamin Burnley
- Producida por Benjamin Burnley
- Mezclada por Chris Lord-Alge